# Велика награда Емилије Ромање
Велика награда Емилије Ромање (итал. Gran Premio dell'Emilia Romagna) је трка Формуле 1 која се одржава на Аутодрому Енцо и Дино Ферари, често скраћена на „Имола“ по граду у коме се налази. Стаза у Имоли је раније била домаћин Велике награде Италије 1980. и Велике награде Сан Марина од 1981. до 2006. године.

## Историја

### 2020
Пандемија ковид19 у 2020. године довела је до поремећаја првобитно заказаног календара трка, при чему су бројне трке отказане. Велика награда Емилије Ромање додата је измењеном календару и замишљена је као „једнократна“ трка, као једна од неколико нових или поновних трка, како би се надокнадио губитак других трка. Догађај је користио једнократни, дводневни викенд формат, са једним тренингом, у суботу, уместо уобичајених три.  Мерцедесов возач Валтери Ботас се квалификовао на пол, а трку је победио Луис Хамилтон.

### 2021
Иако је првобитно планирано да се одржи као једнократни догађај 2020. године, због текуће природе пандемије ковид19, Велика награда Емилије Ромање се вратила у 2021. 18. априла, заменивши одложену Велику награду Кине као другу рунду сезоне 2021. Луис Хамилтон је узео пол али Макс Верстапен је победио у драматичној трци под утицајем кише.

### 2022
Догађај се појавио у календару за 2022. где ће се одржати треће узастопно издање, а требало би да по први пут угости један од три формата спринта током сезоне. Почетком 2022. организатори су објавили да је потписан уговор о наставку организовања трка до 2025. Трку је победио Макс Верстапен и остварио свој други гренд слем пошто је победио у трци другу годину заредом.

## Победници

### По години
Све Велике награде Емилије Ромање одржани су на Аутодрому Енцо и Дино Ферари.
| Година | Возач          | Конструктор | Место |
| ------ | -------------- | ----------- | ----- |
| 2022   | Макс Верстапен | Ред бул     | Имола |
| 2021   | Макс Верстапен | Ред бул     | Имола |
| 2020   | Луис Хамилтон  | Мерцедес    | Имола |
| Извор: |                |             |       |